# Еленія мала
Еле́нія мала (Elaenia chiriquensis) — вид горобцеподібних птахів родини тиранових (Tyrannidae). Мешкає в Центральній і Південній Америці.

## Підвиди
Виділяють два підвиди:

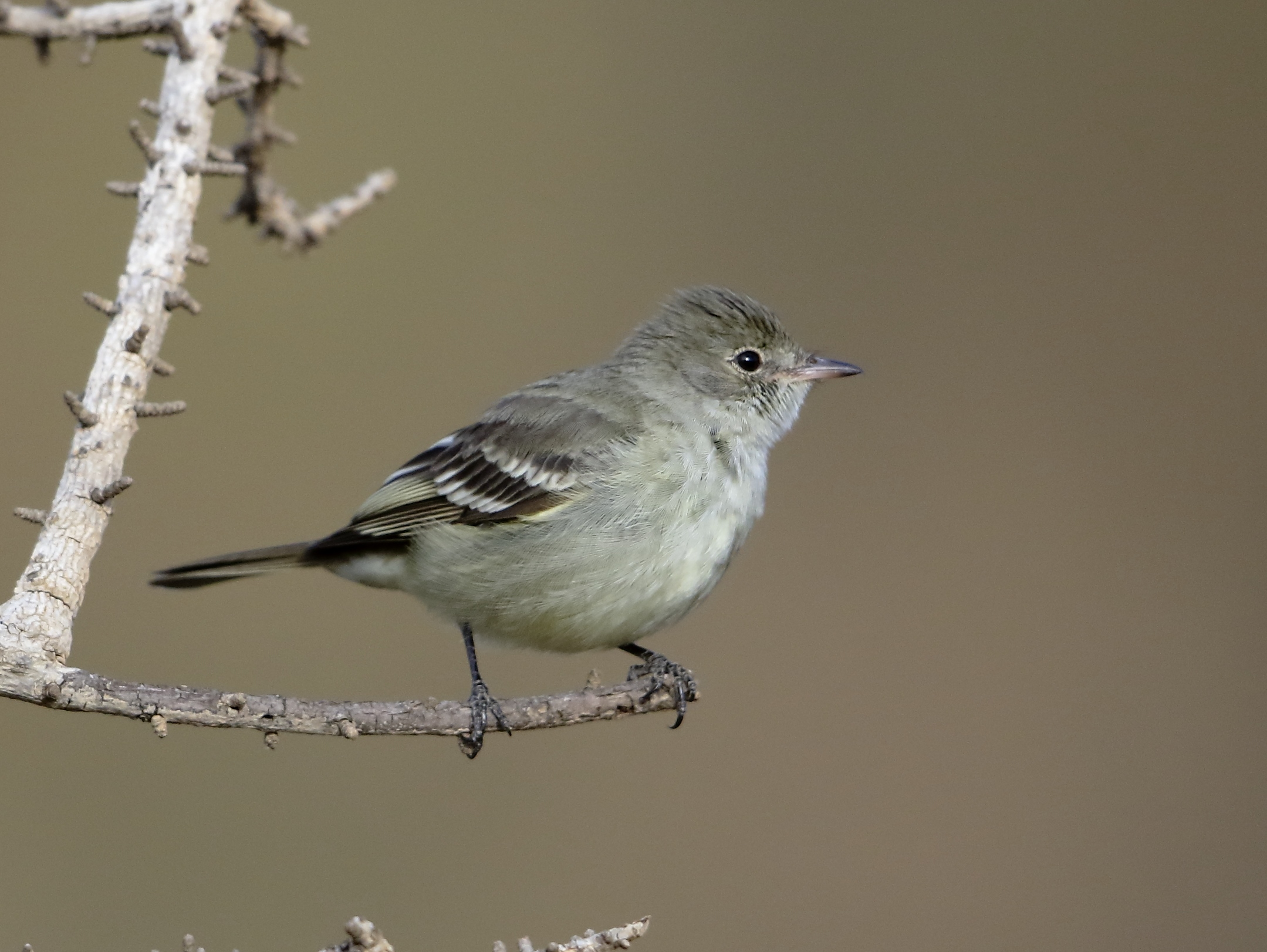
Чубата еленія (підвид E. c. albivertex, штат Мінас-Жерайс, Бразилія)

- E. c. chiriquensis Lawrence, 1865 — Тихоокеанське узбережжя Коста-Рики і Панами та сусідні острови;
- E. c. albivertex Pelzeln, 1868 — від Колумбії до Гвіани, Бразилії і північної Аргентини, на острові Тринідад.

Короткокрила еленія раніше вважалася конспецифічною з малою еленією.

## Поширення і екологія
Малі еленії мешкають в Коста-Риці, Панамі, Колумбії, Венесуелі, Гаяні, Французькій Гвіані, Суринамі, Бразилії, Перу, Болівії, Аргентині і Парагваї, а також на Тринідаді і Тобаго. Вони живуть в сухих тропічних лісах, чагарникових заростях і саванах серрадо, на болотах, полях і плантаціях. Зустрічаються на висоті до 2000 м над рівнем моря.